# Sarcoleotia
Sarcoleotia is een geslacht van schimmels uit de familie Geoglossomycetes. De typesoort is Sarcoleotia nigra.

## Soorten
Volgens Index Fungorum telt het geslacht vier soorten (peildatum maart 2022):
| Soortnaam                                   | Auteur(s)           | Publicatiejaar |
| ------------------------------------------- | ------------------- | -------------- |
| Sarcoleotia cinnamomea                      | (Maas Geest.) Baral | 2020           |
| Sarcoleotia globosa                         | (Sommerf.) Korf     | 1971           |
| Sarcoleotia nigra                           | S. Ito & S. Imai    | 1934           |
| Sarcoleotia platypus (Gesteeld veenknoopje) | (DC.) Maas Geest.   | 1966           |